# Politieregister
Een politieregister is een samenhangende verzameling van op verschillende personen betrekking hebbende persoonsgegevens die langs geautomatiseerde weg wordt gevoerd of met het oog op een doeltreffende raadpleging van die gegevens systematisch is aangelegd, en die is aangelegd ten dienste van de uitvoering van de politietaak.
Hoewel de politie gegevens moet kunnen verzamelen, verwerken en gebruiken om haar werk goed te kunnen uitvoeren, is anderzijds ook de bescherming van de privacy van personen van belang. In Nederland was tot 1 januari 2008 de wettelijke basis de Wet Politieregisters. De regels waaraan het verzamelen, verwerken en gebruik van gegevens moest voldoen was geregeld in Besluit politieregisters.